# 森田紀一
森田 紀一（もりた きいち、1915年2月11日 – 1995年8月4日 ）は日本の数学者。専門は代数学、位相空間論。
静岡県浜松生まれ。1939年、東京文理科大学の助手に就任。1950年、大阪大学で学位を取得。以後、東京教育大学、筑波大学、上智大学で教授を務める。代数学においては、森田双対性や、森田同値の概念を導入。一般位相空間論においては正規空間の研究、次元論、shape理論に関する業績がある。

## 著書
- 『次元論』 (現代数学叢書) 岩波書店、1950年 NDLJP:1369663
- 『位相空間論』 (岩波全書 331) 岩波書店、1981年11月 ISBN 4-00-021022-X

## 関連文献
- Arhangel ́skii, A. V.; Goodearl, K. R.; Huisgen-Zimmermann, B. (1997), “Kiiti Morita 1915–1995” (PDF), Notices of the AMS, MR1452070, Zbl 0909.01010 2015年10月23日閲覧。　（肖像写真あり）
- Hoshina, T.; Nagata, J.; Okuyama, A.; Watanabe, T. (1998), “Kiiti Morita 1915–1995”, Topology Appl. 82:  3–14, doi:10.1016/S0166-8641(97)00040-0, MR1602411, Zbl 0887.01024